# Meurville
Meurville település Franciaországban, Aube megyében. Lakosainak száma 155 fő (2022. január 1.). Meurville Bergères, Bligny, Couvignon, Longpré-le-Sec, Magny-Fouchard és Spoy községekkel határos.

## Népesség
A település népessége az elmúlt években az alábbi módon változott:
| Lakosok száma | 202  | 187  | 204  | 182  | 178  | 179  | 173  | 160  | 158  | 155  |
|               | 1968 | 1982 | 1990 | 2006 | 2013 | 2015 | 2017 | 2019 | 2020 | 2022 |